# Friedrich Roth (Historiker)
Friedrich Roth (* 13. Mai 1854 in Neuburg an der Donau; † 15. März 1930 in München) war ein deutscher Historiker und Lehrer.

## Leben
Der Sohn des Archivars Emil Roth studierte ab 1875 an der Universität und der Technischen Hochschule München Deutsch, Geschichte und Geographie. Ab 1878 unterrichtete er an der Ludwigskreisrealschule in München, 1898 bis 1903 an der Kreisreal- und Industrieschule in Augsburg. Wegen eines schweren Halsleidens 1903 in den Ruhestand versetzt, widmete der ehemalige Gymnasialprofessor sich von seinem Münchener Wohnsitz aus wissenschaftlichen Studien in Münchener und Augsburger Archiven und Bibliotheken. Neben zahlreichen wissenschaftlichen Aufsätzen legte er eine vierbändige Augsburger Reformationsgeschichte vor und bearbeitete nicht weniger als sechs Bände der Reihe Die Chroniken der deutschen Städte (Bände 22, 25, 29, 32, 33, 34) zu Augsburger Chroniken. Er war nicht zuletzt deshalb ein ausgezeichneter Kenner der Augsburger Quellen des 15./16. Jahrhunderts.
1921 erhielt Roth, der sich der protestantischen Kirchengeschichtsschreibung stark verbunden fühlte, die theologische Ehrendoktorwürde der Universität Erlangen. 

## Veröffentlichungen (Auswahl)
- Zur Geschichte der Wiedertäufer in Oberschwaben. In: Zeitschrift des Historischen Vereins für Schwaben und Neuburg. Augsburg, Jahrgang 27 (1900) und 28 (1901).
  - II. Teil: Zur Lebensgeschichte Eitelhans Langenmantels  von Augsburg. Jahrgang 27 (1900). S. 1–45.
  - III. Teil: Der Höhepunkt der wiedertäuferischen Bewegung in Augsburg und ihr Niedergang im Jahre 1528. Jahrgang 28 (1901). S. 1–154.
- Augsburger Reformationsgeschichte (4 Bände). München, 1901–1911.
- Der Meistersinger Georg Breuning und die religiöse Bewegung der Waldenser und Täufer im 15. und 16. Jahrhundert. In: Monatsblätter der Comeniusgesellschaft. Jahrgang 13 (1904). S. 74–93.
- Zur Verhaftung und zu dem Prozeß des Dr. Rotae Alfonso Diaz (27. März bis 14. April 1546). In: Archiv für Reformationsgeschichte, Jg. 7 (1910), S. 413–438.